# Boljševiki
Boljševíki so bili frakcija marksistične Ruske socialdemokratske delavske stranke, ki so prevzeli oblast v oktobrski revoluciji leta 1917.
Poimenovanje izhaja iz razkola v stranki (glej KSSZ) leta 1903, ko je večina (rusko большинство (bol'šinstvo`)) stopila na stran Leninove zamisli o nasilnem prevzemu oblasti (komunistični revoluciji). Od leta 1912 so imeli tudi lastno stanko - RSDRP(b), ki se je 1918 preimenovala v Rusko komunistično stranko (boljševikov) - RKP(b). Manjšina oz. manjševiki (tudi menjševiki, iz ruskega меньшевики), je zagovarjala bolj umirjeno različico marksizma. 